# Lake Bathurst
Lake Bathurst är en sjö i Australien. Den ligger i delstaten New South Wales, i den sydöstra delen av landet, omkring 190 kilometer sydväst om delstatshuvudstaden Sydney. Lake Bathurst ligger 669 meter över havet.
Trakten runt Lake Bathurst består i huvudsak av gräsmarker. Trakten runt Lake Bathurst är nära nog obefolkad, med mindre än två invånare per kvadratkilometer. Genomsnittlig årsnederbörd är 1 100 millimeter. Den regnigaste månaden är februari, med i genomsnitt 176 mm nederbörd, och den torraste är juli, med 36 mm nederbörd.